# Judge Dredd (flipperspel)
| Judge Dredd  | |
|              | |
| Tillverkare  | Midway |
| System       | Midway WPC (DCS) |
| Designer     | Designer: John Trudeau Programmerare: Jeff Johnson Artwork: Kevin O'Connor Mekanik: Ernie Pizarro Musik / Ljud: Paul Heitsch, Vince Pontarelli |
| Utgivet      | September, 1993 |
| Sålda kopior | 6,990 |

Judge Dredd är ett flipperspel av typen Solid State Electronic (SS), producerat av Midway (under namnet Bally). Det är baserat på den fiktiva karaktären av samma namn, och är en del i SuperPin-serien, en serie SS-spel av typen "widebody", vilket innebär att det har en något bredare kropp än vanliga flipperspel. Spelet ligger med på Internet Pinball Database's lista över topp 300 SS-spel. 
Noterbart innehåll i detta flipperspel är 4 flippers, 2 autoplungers, 6 bollsmultiboll, samt 3 captive ball. Det finns 9 så kallade modes i spelet, samt den svåraste delen i spelet, Wizard Mode.

### Fotnoter
1. ↑  IPDB.org – Top 300 rated IPDB Pinball Machines